# VXA
VXA — технология записи информации на ленточные накопители. Была разработана компанией Ecrix в 1999 году. Сама компания Ecrix, просуществовав 5 лет вошла в корпорацию Exabyte, которую в 2006 году поглотила компания Tandberg Data, прекратив развитие формата. Планировалось, что VXA-5 будут обладать емкостью 640 Гбайт и скоростью чтения/записи 48 Мбайт/с.
Технология поддерживала:
- дискретный пакетный формат DPF (Discrete Packet Format),
- работа с переменной скоростью VSO (Variable Speed Operation),
- многократное сканирование OSO (OverScan Operation).

Ёмкость накопителя для устройств третьего поколения VXA-3 составляет 320 Гбайт (при аппаратном сжатии данных), а скорость чтения/записи достигает 24 Мбайт/с. Картриджи VXA-3 выпущены в 2005 году. Стримеры для чтения VXA выпускали Sun Microsystems, Dell, IBM, Quantum, Fujitsu-Siemens, Exabyte.